# Brünnau
Brünnau ist ein Stadtteil von Prichsenstadt im unterfränkischen Landkreis Kitzingen.

## Geografische Lage
Das Kirchdorf Brünnau befindet sich im äußersten Norden des Prichsenstadter Gemeindegebietes. Nördlich schließt sich der Landkreis Schweinfurt an, im Osten befindet sich Bimbach. Im Südosten erstreckt sich Neudorf, im Süden schließt sich Neuses am Sand an. Hier, nahe bei Neuses, ist auch die Stolzenmühle zu finden, die Teil der Brünnauer Gemarkung ist. Der Westen wird von Järkendorf eingenommen.
Nächste, größere Städte sind Gerolzhofen, welches etwa 5 Kilometer entfernt ist und Kitzingen mit einer Entfernung von 19 Kilometern.
Naturräumlich ist Brünnau und seine Gemarkung Teil des sogenannten Steigerwaldvorlandes von Neuses. Charakteristisch für diesen Teil des Iphofen-Gerolzhofener Steigerwaldvorlandes ist das hügelige Erscheinungsbild mit den schmalen Flusstälern kleiner Bäche.

## Geschichte

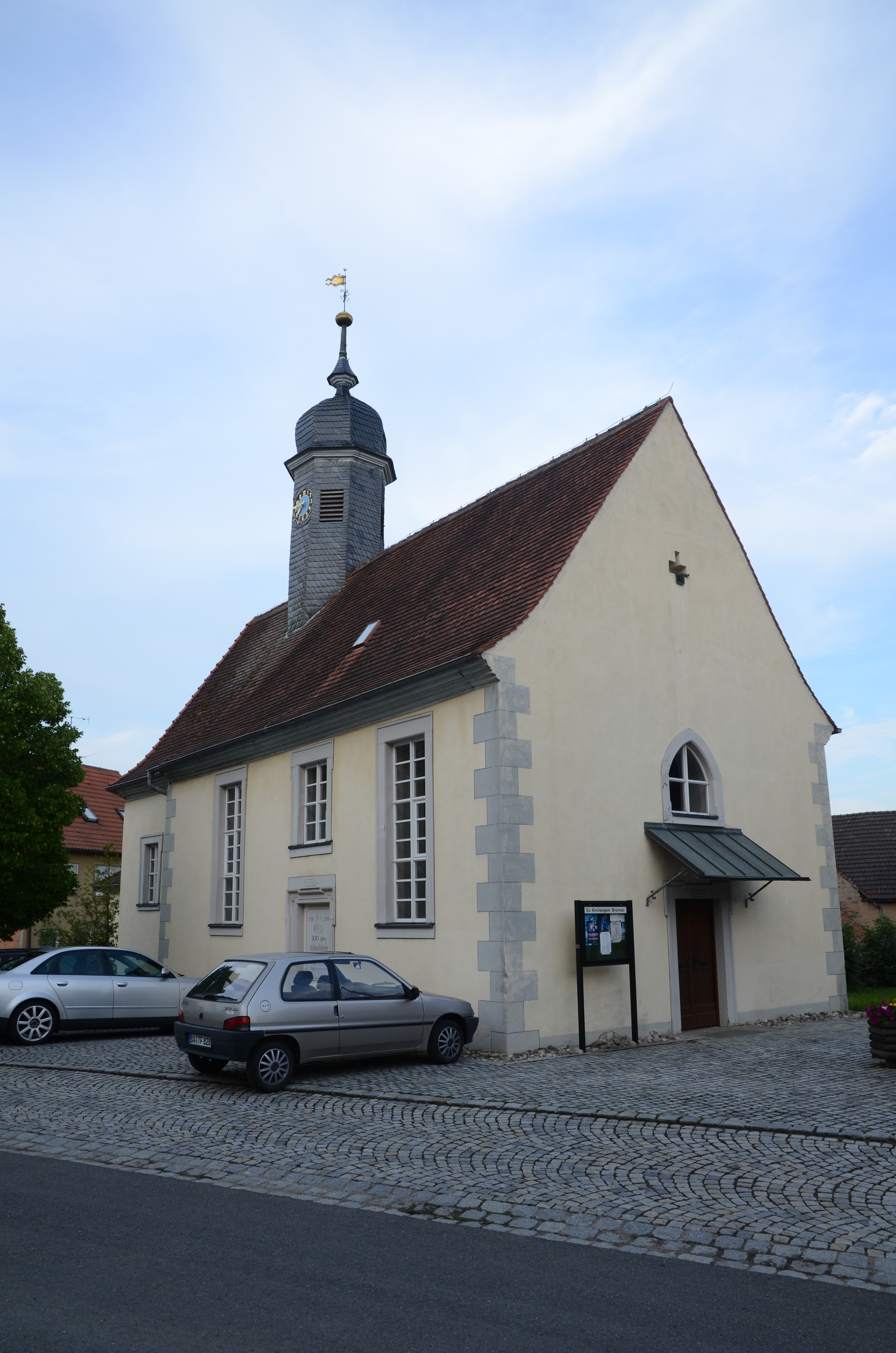
Die Kirche in Brünnau

Die Siedlungsspuren auf dem Gebiet des heutigen Ortsteils reichen bis in die Mittelsteinzeit zurück. So konnte im Flurstück Lange Zeile, östlich des Ortes, im Jahr 1963 ein Steinbeil aus dieser Zeit ausgegraben werden. Auch wurde dort eine dauerhafte Siedlung der sogenannten Linearbandkeramiker lokalisiert. Der heutige Ort entstand wesentlich später und wurde in den ersten Urkunden „Brunne“ oder „Brünn“ genannt.
Während des Mittelalters hatten die Grafen von Castell die Dorfherrschaft inne, bis die Vogteirechte 1306 von Graf Heinrich II. an das Benediktinerkloster in Münsterschwarzach kamen. Zuvor hatten die Casteller Grafen bereits einige Güter an die Herren von Seinsheim und die Fuchs von Bimbach verliehen. Später gehörte das Dorf endgültig den Fuchs von Bimbach. 
Im 18. Jahrhundert bildete sich eine jüdische Gemeinde im Ort, sie bestand bis zu Beginn des 20. Jahrhunderts. Während des Zweiten Weltkrieges fiel eine Bombe der Amerikaner auf ein freies Feld zwischen Brünnau und Järkendorf. Der Einmarsch der Amerikaner erfolgte ohne Zerstörungen. Sie erreichten das Dorf von Schallfeld her kommend und fuhren noch am selben Tag nach Neuses am Sand weiter.
Im Jahr 1972 wurde Brünnau Ortsteil der neugebildeten Gemeinde Prichsenstadt.

## Sehenswürdigkeiten
Die evangelische Kirche des Ortes entstand im Jahr 1705. Ein Dachreiter enthält das Geläut. Zusammen mit dem Gebäude entstand auch die gesamte Ausstattung. Nur der Taufstein kam erst 1717 in die Kirche. Der Altar zeigt auf seinem Blatt die Auferstehung Christi, der Auszug den heiligen Michael. Kanzel und Orgelgehäuse sind mit reichem Akanthuswerk verziert. 
Neben der Kirche sind einige Profanbauten in Brünnau sehenswert. Das Gasthaus stammt aus dem Jahr 1699, das ehemalige Schulhaus entstand in der zweiten Hälfte des 19. Jahrhunderts. Die Dorfmühle wurde im 18. Jahrhundert erneuert. Das Gefallenendenkmal aus dem Jahr 1922 wurde von einem ehemaligen Brünnauer gestiftet, der nach Amerika ausgewandert war.
In der Vergangenheit war die Gegend um Brünnau bekannt für ihre Steinbrüche. Heute sind diese stillgelegt und als Naturdenkmäler geschützt. Dort wurden häufig versteinerte Krebse und Muscheln ausgegraben. Die Steinbrüche lieferten auch das Baumaterial für die Münsterschwarzacher Klosterkirche.

## Bildung
Brünnau liegt heute im Sprengel der Grundschule im Hauptort Prichsenstadt. Ab der 5. Klasse besuchen die Kinder die Nikolaus-Fey-Mittelschule in Wiesentheid. Weiterführende Schulen können mit der Mädchenrealschule in Volkach und mit der Realschule in Dettelbach besucht werden. Gymnasien gibt es in Münsterschwarzach (Egbert-Gymnasium), Volkach-Gaibach (Franken-Landschulheim Schloss Gaibach), Wiesentheid (Steigerwald-Landschulheim) und Kitzingen (Armin-Knab-Gymnasium).

## Persönlichkeiten
- Michael Glos (* 1944), Politiker